# فهرست تالشان
این فهرستی از تالشان سرشناس است.
اشخاص نامبرده در این فهرست تالش زبان‌ها و کسانی که در مناطق تالش بزرگ به نام تالشستان به دنیا آمدند یا زندگی می‌کنند.

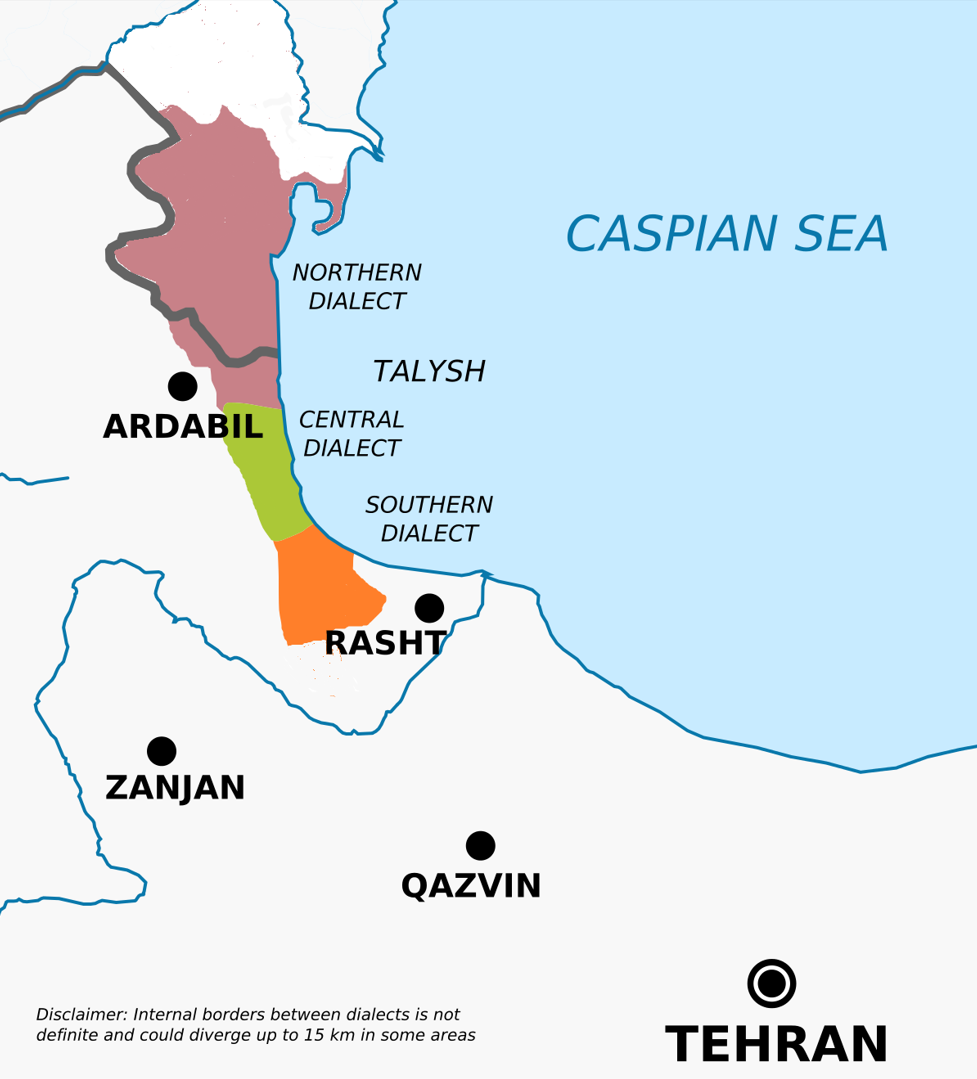
گویشوران بومی زبان تالشی در ایران و آذربایجان

## سرداران و مبارزان سیاسی
- ملا عبد العزیز شریعتمدار کرگانرودی متولد کرگانرود طوالش، سیاستمدار، مشروطه خواه به دستور سفارت روسیه در رشت اعدام شد
- سید اشرف کرگانرودی سیاستمدار، انقلابی مشروطه خواه
- ذاکر حسنف  از فرماندهان نیروهای مسلح جمهوری آذربایجان و از سال ۲۰۱۳م. وزیر دفاع این کشور می‌باشد.[۱][۲]

## حاکمان تالش
- بایندرخان حاکم تالش شمالی فرزند امیر حمزه خان حاکم آستارا در زمان شاه محمد خدابنده
- سپهبدمیر مصطفی خان تالشی (۱۷۴۷–۱۸۱۴ لنکران)، حاکم، دیپلمات و از رهبران نظامی سده نوزدهم میلادی ایران
- میر حسن خان تالشی(۱۷۸۴ لنکران- ۱۸۳۲ تهران) ملقب به اسبق‌المجاهدین
- ساروخان تالش با نام کامل امیر ساروخان مهرانی حاکم موروثی ولایت آستارا، دیپلمات و از فرماندهان نظامی دوران سلطنت شاه عباس بزرگ، شاه صفی و شاه عباس دوم است.
- آبشنگ خان سیاه کلاه آلار لو                                            فرزند کلب حسین خان سیاه کلاه قفقازی نواده جه لل خان        (( جه لل خان ( جلال خان ) سیاه کلاه آلآر لو ؛ در تاریخ سیاسی و نظامی تالش ، بعنوان رهبر شورشیان تالشان جنوب لنکران ، مغان و شیروان به تیغ ظلم و بیداد نادر شاه بدست قوای افغانی نادر شاه سرکوب ، و به قتل رسید ، ذکر شده است . )) از ایل سیاه کلاهان آلارلو قزلباش قفقاز جنوبی یکی از  فرماندهان لایق وفادار عباس میرزا در جنگ های ده ساله ایران و روس پس از اتمام جنگ ، انعقاد عهد نامه ترکمان چای در سال ۱۸۲۸ میلادی به خاطر جسارت و بی باکی ،  رشادت در جنگ ؛  با تهدید ژنرال پال پاسکوویچ سردار روسی جنگ مبنی بر عنصر خطر آفرین ؛ از سکونت در حوالی سرحدات روسیه منع گردید ؛ از سوی عباس میرزا ولیعهد و  فرمانده کل قوا مورد نوازش و دلجوی قرار  گرفت با اعطای تیول کرگانرود شمالی به آبشنگ خان به فرمان عباس میرزا به ظابطان گیلان و اسالم برای نظارت و اجرای فرمان به سرزمین هره دشت لیسار و دامنه های کوهستانی باغرو داغ و سوبان در سال ۱۸۲۹ م با تعداد حدود ۵۰۰ جنگجو مهاجرت نمودند . تیره منشعب از آبشنگ خان سیاه کلاه در تالش ؛ جد اعلای ایل آقاجان خان تالشی از مشاهیر  نام آور مشروطه و خیزش دهقانی ۱۹۰۵ م کرگانرود برعلیه سردار امجد ؛ نیای بزرگ  طایفه ای که در زمان پهلوی دوم به آقاجانی ها ، رحمانی ها ، هژبری ها ، سیا کولولی و طالشی سیاه کوهی.... مشهور شدند .

## سیاست
- علی‌اکرم همت‌زاده یا علی‌اکرم همت‌اف (متولد ۱۹۴۸ لریک) نظامی، سیاستمدار و فعال حقوق بشر، اولین رئیس‌جمهور جمهوری خودگردان تالش-مغان

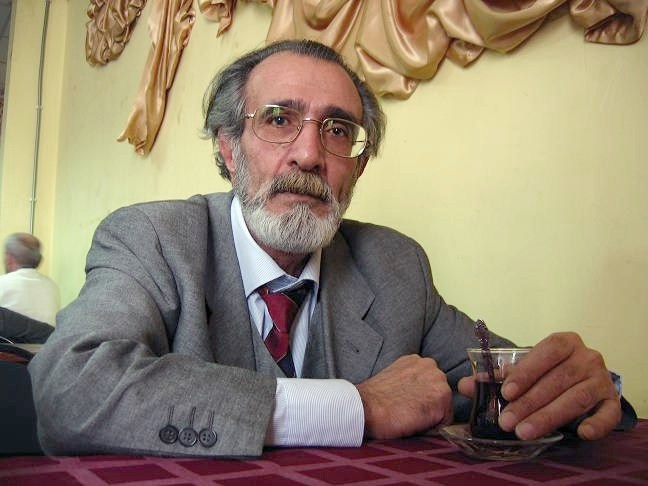
علی‌اکرم همت‌زاده

- هلال محمدف (۱۹۵۹، آستارا جمهوری آذربایجان) روزنامه‌نگار و فعال حقوق بشر، نخست‌وزیری جمهوری خودگردان تالش-مغان
- فخرالدین عباس‌زاده (۲۵ دسامبر ۱۹۵۶ – ۹ نوامبر ۲۰۲۰) سیاستمدار با  متولد لریک اتحاد جماهیر شوروی و رئیس مجلس جمهوری خودگردان تالش-مغان و از رهبران جنبش ملی تالش بود.[۳]
- هلاکو رامبد(۱۲۹۸ تهران – ۱۳۸۶ نانسی فرانسه) نماینده شش دوره مردم طوالش در مجلس شورای ملی، وزیر مشاور و معاون سیاسی پارلمانی دولت آموزگار
- هوشنگ امیراحمدی متولد شاندرمن، علوم سیاسی، نویسنده (رئیس انجمن دوستی ایران آمریکا)
- حسن ماسالی (ماسال) فعال سیاسی چپگرا، نماینده برون مرزی جبهه دموکراتیک ایران و مسئول امور ایران در حزب سبزهای آلمان
- سید مجتبی عرفانی (۱۳۳۴ - شیرآباد تالش):نماینده مردم تالش در دوره‌های اول، دوم و چهارم مجلس شورای اسلامی
- سید ابراهیم میر غفاری مریان (هشتپر):نماینده مردم تالش در دوره سوم مجلس شورای اسلامی
- عسکر اسلام دوست (اسالم):نماینده مردم تالش در دوره ششم مجلس شورای اسلامی
- بهمن محمدیاری (زادهٔ ۱۳۴۱ در ماسال) نمایندهٔ حوزهٔ انتخابیهٔ تالش، رضوان‌شهر و ماسال در دورهٔ پنجم، هفتم وهشتم مجلس شورای اسلامی بوده‌است.[۴]
- محمود شکری (هشتپر) :دوره نهم و دهم مجلس شورای اسلامیدورهٔ نهم مجلس شورای اسلامی[۵]
- فرهاد دلق‌پوش (زادهٔ ۱۳۴۷ در آستارا) نمایندهٔ حوزهٔ انتخابیهٔ آستارا در دورهٔ هشتم مجلس شورای اسلامی[۶]
- ناصر عاشوری قلعه‌رودخانی نمایندهٔ دوره هفتم و دورهٔ نهم مجلس شورای اسلامی و عضو کمیسیون اقتصادی مجلس شورای اسلامی از حوزهٔ انتخابیهٔ فومن و شفت در استان گیلان[۷]
- هوتن دولتی (۱۳۵۵ در تهران)، فعال حقوق بشر و محیط زیست و مسئول سازمان دانش آموختگان جبهه ملی ایران[۸][۹] و از بنیان‌گذاران سازمان «صلح سبز ایران» در سال ۱۳۸۰ می‌باشد.

## مذهبی
- فاضل لنکرانی با نام اصلیمحمد موحدی، (۱۳۱۰–۱۳۸۶ قم) از مراجع تقلید شیعه ساکن قم بود.
- الله شکور پاشازاده (زاده ۲۶ اوت ۱۹۴۹ لنکران) شیخ‌الاسلام و ریاست اداره مسلمانان قفقاز از سال ۱۹۸۰ میلادی تاکنون
- سید یونس عرفانی (زاده ۱۳۱۳ تالش) عضو مرکزی جامعه روحانیت مبارز تهران، رئیس کمیته منطقه ۸ انقلاب اسلامی، نماینده اولین دوره مجلس شورای اسلامی
- احمد پروایی ریک (متولد ۱۳۶۱ هشتپر) نمایندهٔ منتخب استان گیلان در مجلس خبرگان رهبری
- محمد امین نقدی تالشی (متولد ۱۳۶۰ روستای هنده گران تالش)مدیر حوزه علمیه امام جعفر صادق(علیه السلام)بود و چند سال بعد امام جمعه شهر تالش شد.

## هنری، سینما، موسیقی
- مجید مجیدی تالش، کارگردان، نویسنده و بازیگر
- انوش نصر (نصرالله زاده ماسوله ای)(۱۳۱۸ رشت)، هنرپیشه
- هادی حمیدی (خواننده) (۱۳۳۲، شاندرمن، ماسال)
- قسمت خانی (خواننده) (۱۳۲۳، شاندرمن، ماسال)
- روح‌انگیز میرزایی (خواننده) (ماسال)
- یاسر بختیاری معروف به یاس خواننده رپ فارسی
- حسین صابری (۱۳۲۱ داریباغ فومن)، پیشکسوت سرنا نوازی تالش، معروف به حسین دایی
- بال اوغلان اشرف اف، خواننده ترانه‌های تالشی و آذری
- سعید جعفرزاده معروف به پرواز همای (۱۳۵۸ احمدسرگوراب شفت)، آهنگساز، شاعر و خواننده

## علمی
- هارون شفیقی عنبرانی (۱۲۹۶ عنبران ـ ۱۳۸۳ کرج) نویسنده، شاعر
- محمدرضا پورجعفری (۱۳۲۴ تالش) فارغ‌التحصیل رشته زبان و ادبیات انگلیسی نویسنده و مترجم
- عبدالحسین نیک‌گهر (۱۳۱۶ تالش) جامعه‌شناس و مترجم ایرانی
- بهزاد بهزادی (۱۳۸۶–۱۳۰۶ آستارا) محقق، حقوقدان و متخصص زبان و ادبیات آذربایجان
- علی رفیعی از اهالی روستای جیرده فومن، دکترای شرق‌شناسی از دانشگاه استراسبورگ فرانسه، هیئت علمی دانشگاه گیلان
- محمد اسعد نظامی ناو (متولد ۱۳۱۲ اسالم) جامعه‌شناس
- محمدتقی رهنمایی(۱۳۲۳ هشتپر)، پژوهشگر – جغرافیدان
- کامیار عابدی (۱۳۴۷ ماسال)، ادیب و پژوهشگر

## ادبی
- علی عبدلی(۱۳۳۰- کلور خلخال) پژوهشگر زبان‌های تاتی و تالشی، نویسنده و شاعر
- نوروزعلی محمداف زبان‌شناس، پژوهشگر و از بنیانگذاران و مدیران مرکز مدنیت تالش و نشریه صدای تالش

## ورزش
- یحیی گل‌محمدی (زاده ۲۸ اسفند ۱۳۴۹ - میناباد عنبران نمین) سرمربی پرسپولیس تهران
- اسماعیل حسن‌زاده (زاده ۱۳۴۴ تالش) قاضی دادگستری، نائب رئیس کمیته انضباطی فوتبال غرب آسیا و رئیس کمیته انضباطی فدراسیون فوتبال ایران
- فردین معصومی ولدی (۱۳۵۶ ماسال) کشتی‌گیر و مربی
- محمد غلامی (متولد ۲۴ بهمن ۱۳۶۱ رضوانشهر) بازیکن سابق فوتبال
- پژمان نوری (زاده ۲۲ تیر ۱۳۵۹ رضوانشهر) بازیکن سابق فوتبال
- صادق محرمی (زاده ۱۲ اسفند ۱۳۷۴ - هشتپر) بازیکن فوتبال دینامو زاگرب کرواسی[۱۰]
- آرمان رمضانی (۱۳۷۱، ماسال) بازیکن فوتبال استقلال تهران
- فرهاد رحیمی (هشتپر) بازیکن تیم ملی کبدی و شاغل در لیگ کبدی هند
- جبرئیل حسنف (۲۴ فوریه ۱۹۹۰_جمهوری آذربایجان) کشتی‌گیر دارای مدال برنز المپیک